# Drušići
Drušići (en serbe cyrillique: Друшићи) est un village du sud du Monténégro, dans la municipalité de Cetinje.

## Démographie

### Évolution historique de la population[1]
| 1948 | 1953 | 1961 | 1971 | 1981 | 1991 | 2003 |
| ---- | ---- | ---- | ---- | ---- | ---- | ---- |
| 372  | 405  | 381  | 256  | 163  | 135  | 76   |